# Behringer
Pour les articles homonymes, voir Behringer (homonymie).
Behringer Spezielle Studiotechnik GmbH (Behringer) est une société allemande d'électronique fondée en 1989 et spécialisée dans l'audio. L'entreprise est créée par le musicien, ingénieur du son et créateur d'instruments de musique suisse Uli Behringer, qui en est le directeur général.
La marque fabrique principalement des matériels destinés à la sonorisation d'événements et au home studio. Behringer fabrique également des instruments de musique, dont des synthétiseurs et boîtes à rythmes.
La marque élabore des répliques de synthétiseurs analogiques historiques, tels que le Minimoog, le Roland VP-330, Roland SH-101, ARP Odyssey , Sequential Circuit Pro One , Korg MS20...
D'une manière générale le positionnement est axé sur le grand public ; les produits sont fabriqués en Chine.

## Galerie

Logo de Behringer de sa fondation en 1989 jusqu'à 2010.
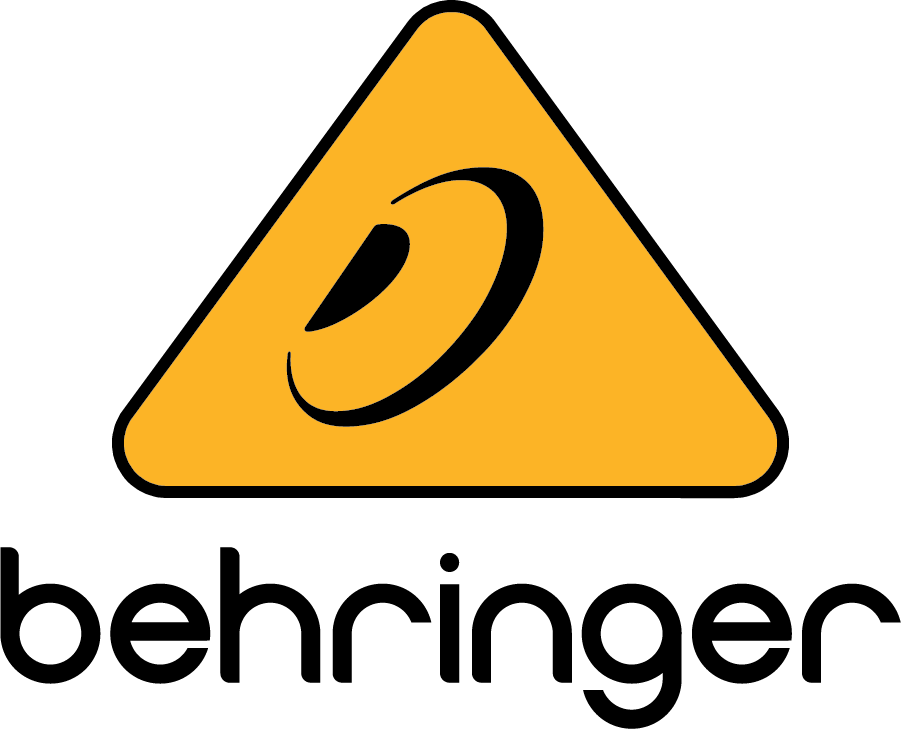
Logo de Behringer depuis 2010.
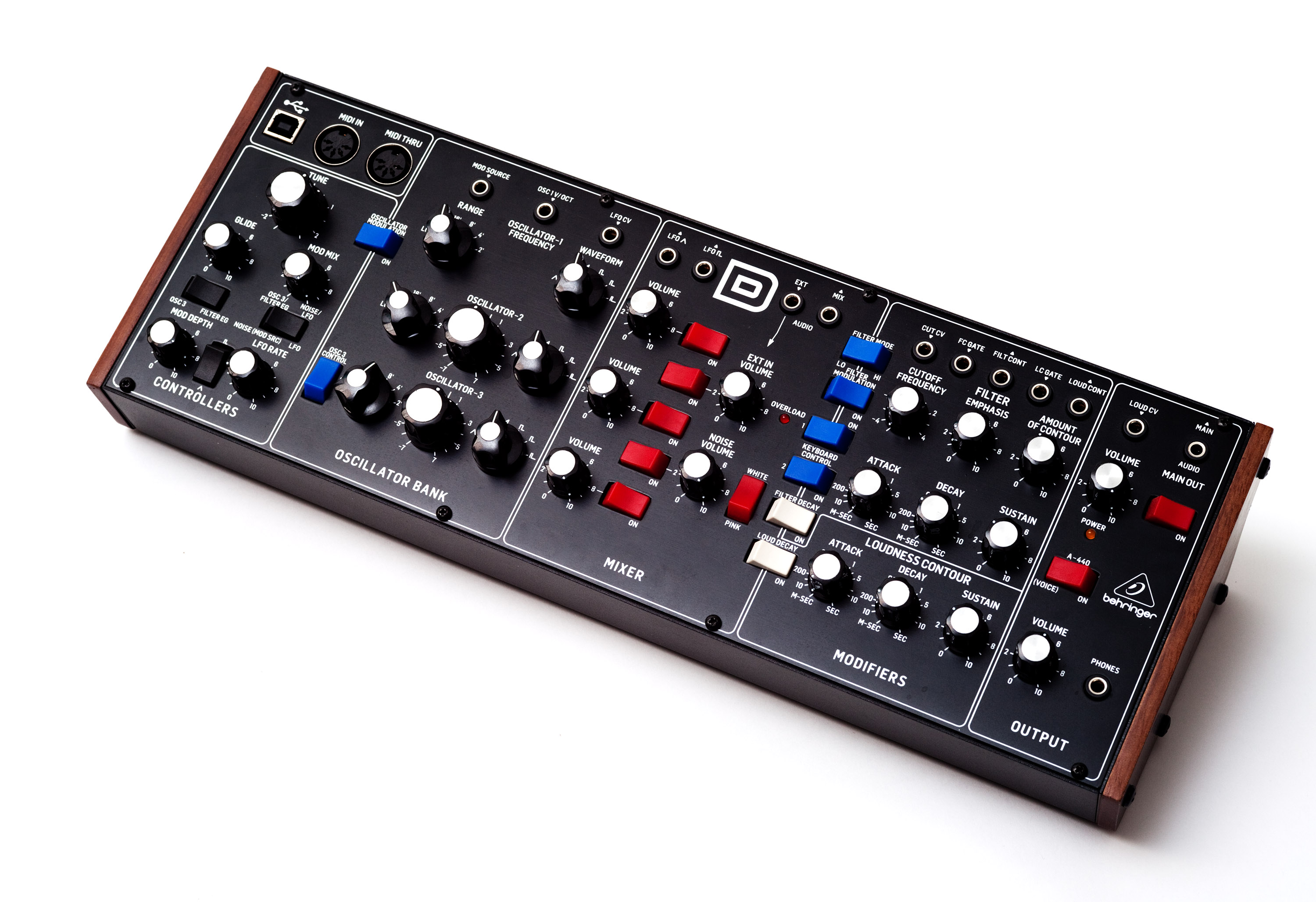
Le synthétiseur analogique Model D, une réplique du Minimoog D.
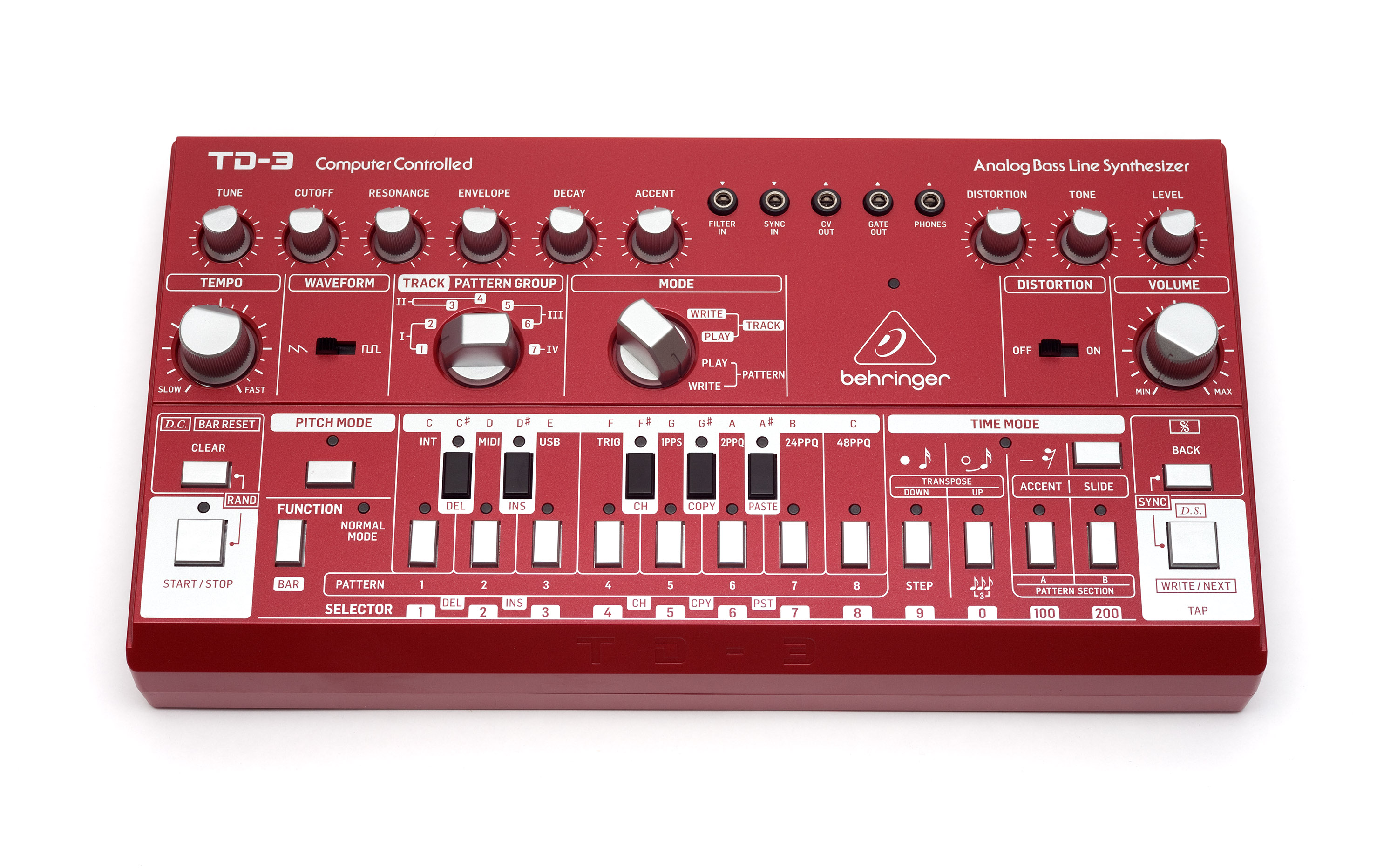
Le TD-3, clone du Roland TB-303.
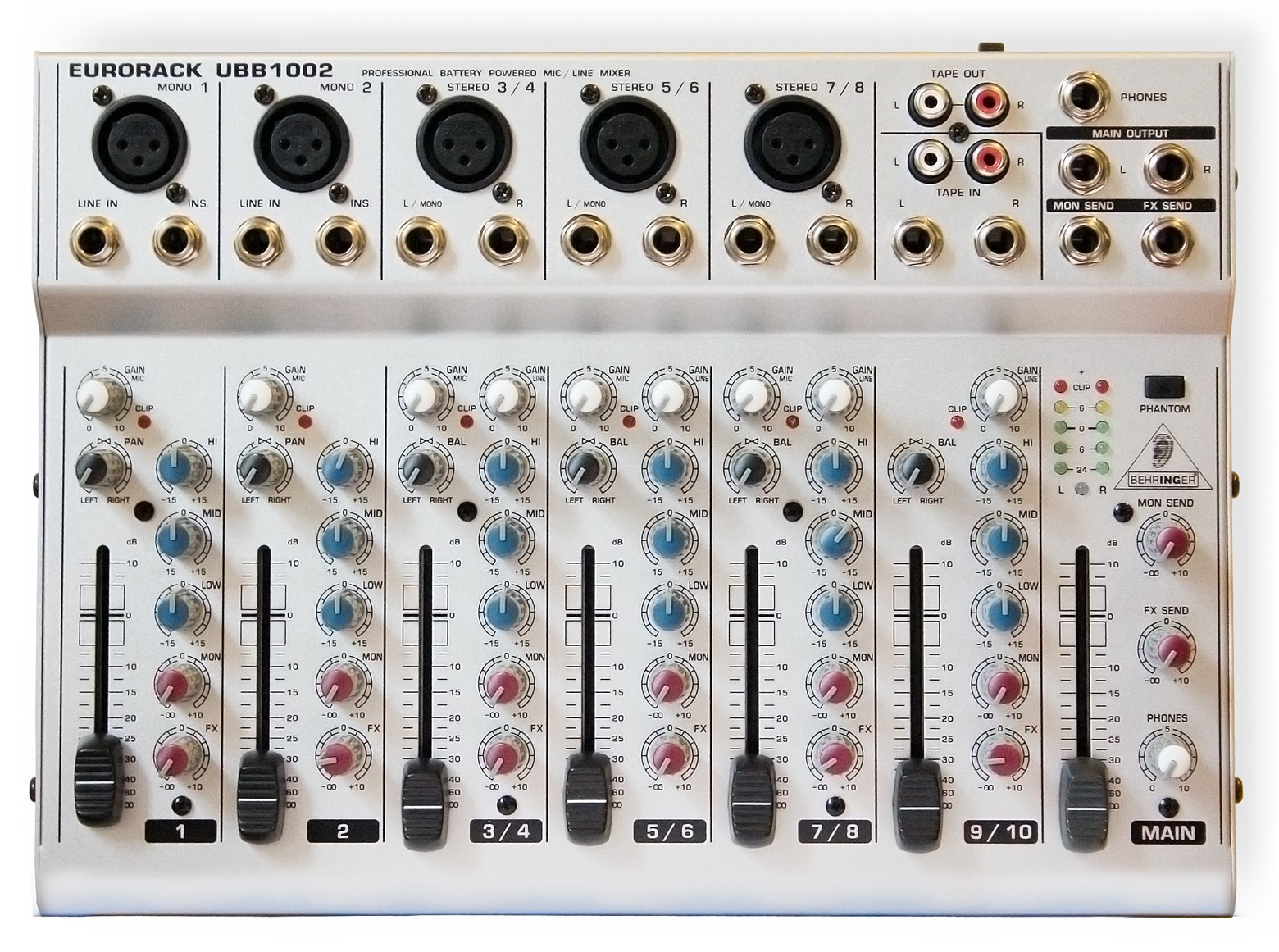
Une petite table de mixage UBB1002, à dix pistes.
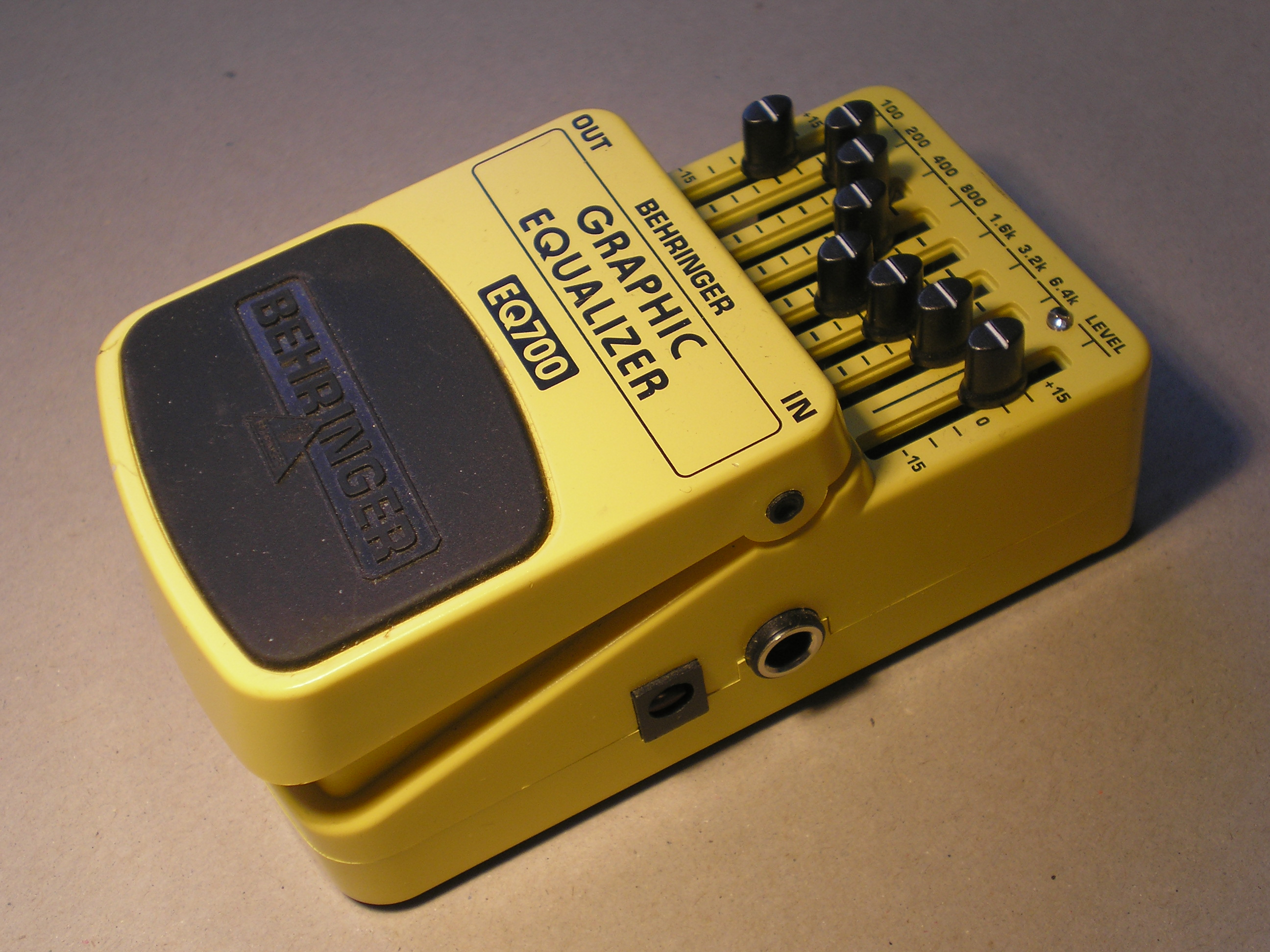
Pédale d'effet pour instrument, ici un égaliseur graphique EQ700.